# Kryl północny
Kryl północny (Meganyctiphanes norvegica) – średnio duży gatunek szczętek, występujący w całym regionie północnego Atlantyku. Tam jest najważniejszym rodzajem pokarmu wielu gatunków zwierząt, m.in. fiszbinowców, różnych gatunków ryb i ptaków morskich. Jest jedynym przedstawicielem monotypowego rodzaju Meganyctiphanes. 

## Systematyka
Historia
Gatunek został opisany po raz pierwszy przez Michaela Sarsa w 1856. Ernest William Lyons Holt oraz Walter Medley Tattersall określili go w 1905 jako jedyny gatunek rodzaju Meganyctiphanes.
Etymologia
Nazwa Meganyctiphanes pochodzi z greki klasycznej i oznacza „duże nocne światło”. Odnosi się to do zdolności szczętki do iluminacji w mrocznych głębiach oceanów za pomocą fotoforów. Przymiotnik norvegica odnosi się natomiast do jednego z obszarów występowania, mianowicie wód u wybrzeży Norwegii. Polska nazwa jest przetłumaczeniem nazwy angielskiej Northern krill.

## Budowa
Kryl północny osiąga wielkość do 30 mm, według FAO do 40 mm. 

## Występowanie
Jego zasięg obejmuje rozległe przestrzenie północnego Atlantyku, od subpolarnych akwenów otaczających Grenlandię, Islandię i Norwegię, po umiarkowanie ciepłe wody na wysokości przylądka Hatteras (Karolina Północna) na zachodzie i Morza Śródziemnego na wschodzie. Występuje m.in. w północnej części Morza Północnego sięgając po cieśninę Kattegat. Brak tego gatunku w Bałtyku.

## Ekologia

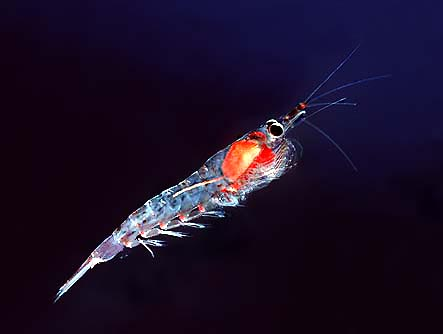
Czerwone zafarbowanie systemu pokarmowego wynika z odżywiania się widłonogami

Gatunek jest ważnym ogniwem łańcucha pokarmowego w północnym Atlantyku. Odżywia się zooplanktonem, z którego faworyzuje widłonogi. Te powodują czerwone zafarbowanie jego systemu pokarmowego, widocznego przez przezroczysty egzoszkielet. Z drugiej strony kryl ten jest jednym z głównych rodzajów pożywienia fiszbinowców, ryb, np. dorsza atlantyckiego i ptaków, np. burzykowatych.

## Zachowanie
W poszukiwaniu pożywienia, jak i chroniąc się przed drapieżnikami, kryl północny odbywa wertykalne wędrówki schodząc w głębiny podczas dnia i wypływając w wyższe warstwy wody podczas nocy. 
Podobnie jak inne gatunki szczętek kryl północny linieje po tym, jak wyrośnie z za małych egzoszkieletów. Linienia następują w okresie od 9 do 28 dni, w zależności od temperatury wody. Częściej następują przy temperaturach do 15 °C, rzadziej przy temperaturach od 2,5 °C.

## Połowy
Gatunek jest poławiany komercyjnie w Zatoce Świętego Wawrzyńca.